# Alavere (Jõgeva)
Alavere est un petit bourg de la Commune de Jõgeva du Comté de Jõgeva en Estonie.
Au 31 décembre 2011, il compte 39 habitants.